# Casa Buonarroti
Casa Buonarroti je muzej v Firencah v Italiji na posesti v lasti kiparja Michelangela, ki ga je zapustil svojemu nečaku Leonardu Buonarrotiju. Kompleks stavb je njegov veliki nečak Michelangelo Buonarroti mlajši spremenil v muzej, posvečen umetniku. Njegove zbirke vključujejo dve izmed Michelangelovih najzgodnejših marmornatih skulptur, Madona na stopnicah in Bitka kentavrov. Knjižnica z deset tisoč knjigami vključuje družinski arhiv ter nekaj Michelangelovih pisem in risb. Galerija je okrašena s slikami, ki jih je naročil Buonarroti mlajši, ustvarili pa so jih Artemisia Gentileschi in drugi italijanski umetniki zgodnjega 17. stoletja.

## Zgodovina
3. marca 1508 je Michelangelo, ki se je tri leta prej začasno preselil v Rim, da bi delal na nagrobniku papeža Julija II., kupil štiri sosednje stavbe v Firencah na vogalu ulic via Ghibellina in via Santa Maria (zdaj via Buonarroti), severno bazilike Santa Croce. Aprila 1514 je pridobil še eno sosednjo stavbo. Teh pet stavb je bilo jedro tega, kar je kasneje postalo Casa Buonarroti.
Michelangelo je zasedel dve najbolj prostorni stavbi kompleksa od 1516 do 1525, ostale tri pa je oddajal v najem. V tem obdobju je delal na fasadi bazilike San Lorenzo v Firencah. Leta 1525 se je preselil v drugo rezidenco v Firencah in vseh pet stavb je bilo oddanih v najem.
Potem ko se je leta 1534 za stalno preselil v Rim, je Michelangelo postajal vse bolj obseden z idejo, da bi imel v rojstnem mestu Firence »časten dom« kot palačo, ki bi dostojno predstavljala njegovo družino. Svojega nečaka Leonarda (1519–1599) je večkrat prosil, naj pet stavb na vogalu via Ghibellina in via Santa Maria spremeni v družinsko palačo, vendar se delo ni začelo. Po Michelangelovi smrti je Leonardo podedoval posestvo svojega strica. Ker je pokazal malo zanimanja za projekt, se je Leonardo zavezal le k delni obnovi kompleksa, ki je bila izvedena leta 1590, 26 let po Michelangelovi smrti.
Palača, ki si jo je končno želel Michelangelo, je bila ustvarjena in ji je dal sedanjo konfiguracijo eden od Leonardovih sinov, Michelangelo Buonarroti mlajši (1568–1647), ki je dodatno razširil kompleks z nakupom sosednje parcele. Stavbe je dal preoblikovati v enotno strukturo. Po konceptu piano nobile je uredil štiri monumentalne sobe, posvečene čaščenju prastrica in njegove družine. Namenil je tudi galerijo za prikazovanje umetniških del v svoji umetniški zbirki, vključno z Michelangelovo Madono po stopnicah', njegovim najzgodnejšim znanim delom iz marmorja, in Bitko kentavrov.
Michelangelo mlajši je naročil številnim sodobnim italijanskim umetnikom, da okrasijo notranje prostore, vključno z deli Artemisie Gentileschi, Cecca Brava, Pietra da Cortone, Jacopa da Empolija, Francesca Furinija, Giovannija da San Giovannija, Domenica Passignana, Ottavia Vanninija in Jacopa Vignalija.
Leta 1962 je bilo razpelo Santo Spirito na ogled v muzeju in sledile so preiskave o njegovi pristnosti. Preiskave so leta 2001 potrdile pripis Michelangelu in ugotovile, da je bila skulptura narejena za glavni oltar cerkve Santo Spirito di Firenze v Firencah, morda že leta 1492, ko je bil Michelangelo najstnik. Razpelo zdaj visi v osmerokotni zakristiji Bazilika sv. Duha, Firence.

## Opis
Stavba, organizirana v treh nadstropjih za razširitev osmih osi, je nastala iz serije združitev, ki so dosegle svojo sedanjo obliko od leta 1612. Višina prikazuje okna, uokvirjena s kamnitimi obrobami, ki počivajo na kamniti osnovi. Zunanja podoba palače je precej preprosta, izstopa le portal na vratih via Ghibellina s kopijo doprsnega kipa, ki prikazuje Michelangela, Clementa Papija in Lodovica Casellija, iz leta 1875, oblikovan po slavnem portretu Danieleja da Volterra, ki je zdaj v Bargellu. Na vogalu je ščit z grbom Buonarrotija (v modri barvi, z dvojčkom v zlatem pasu; s prešito glavo Anžujca, spuščeno pod kapo Leona X.).
Okoli leta 1612 se je v notranjščini začelo pomembno gradbišče, namenjeno opredelitvi cikla slavnostnih fresk, kar je bilo dokončano petindvajset let pozneje (1637) in je zanimalo predvsem Galerijo in tri naslednje prostore, z vključevanjem največjih umetnikov, ki so takrat delovali v Firencah, med njimi Empoli, Giovanni Bilivert, Cristofano Allori, Domenico Passignano, Artemisia Gentileschi, Pietro da Cortona, Giovanni da San Giovanni, Francesco Furini in Jacopo Vignali. Cikel povzdigne Michelangela skozi najpomembnejše epizode njegovega življenja (Galerija), nato nadaljuje s proslavljanjem drugih likov družine (stanza della Notte e il Dì) in poveličevanjem mesta Firence s predstavitvijo njegovih svetnikov (soba angelov) in njegovih slavnih mož (knjižnica).
V prvi sobi je prikazana malo znana arheološka zbirka zaradi antikvarnega okusa Buonarrotija: okoli sto kosov, vključno z pogrebnimi žarami in etruščanskimi nagrobniki, kipi rimske togate, fragmenti epigrafov, vaze in bronasti izdelki. Tudi kip Apolona Citareda, nekaj starodavnih glav in ostanki roke diskobola v zgornjem nadstropju pričajo o velikem zanimanju družine Buonarroti za klasično umetnost.
V prvem nadstropju je doprsni kip Michelangela njegovega prijatelja Danieleja da Volterra; poleg tega sta dva doprsna kipa Cosima Buonarrotija in Rosine Vendramin, delo Aristodema Costolija. V naslednjih sobah so razstavljeni družinska keramika, skulpture Della Robbia, velik kip Venere in nekaj slik, ki izhajajo iz risb ali fresk Michelangela. Razstavljena je tudi skulptura mladega Michelangela iz 19. stoletja, ki kleše masko satira in kopija maske, za katero domnevajo, da jo je izklesal mladi umetnik.
Z notranjega dvorišča se pride do stopnic, ki vodijo do naslednjih prostorov v prvem nadstropju. Plemiško stanovanje se začne tukaj: v prvi sobi so v vitrini razstavljeni predmeti Michelangela ali družine Buonarroti. V sosednji sobi po pomembnosti izstopata dve zgodnji deli, zanimivi za boljše razumevanje slogovne evolucije mojstra: prefinjen nizki relief Madonne na stopnicah, prvo dokumentirano delo iz let 1490-92, ki ga je navdihnil Donatello, in predvsem Bitka kentavrov, ki je bila izklesana pri komaj 16 letih. Navdih za to delo prihaja iz reliefov rimskih sarkofagov, vendar je zelo močna dinamičnost tipična Michelangelova novost. Že v tem zgodnjem delu je opazno poznavanje anatomije in izstopa naklonjenost gibljivim figuram, ki sproščajo veliko izrazno moč.
V posebnem prostoru je velika lesena maketa Michelangelovega projekta za fasado bazilike San Lorenzo, ki ni bila nikoli uresničena. Posebej evokativna je pot skozi galerijo, kjer dominira marmorni kip umetnika, delo Novellija. Ob straneh so naslikane glavne epizode Michelangelovega življenja. Nekateri prostori so posvečeni voščenim in bronastim modelom, ki jih je uporabljal umetnik. Michelangelove risbe in arhitekturne študije, vzete iz obsežne muzejske zbirke, so izmenično prikazane v dveh vitrinah.

## Galerija
- Madona na stopnicah
- Bitka kentavrov
- Alegorija nagnjenja